# Alla Pavlova
Alla Pavlova (ukrainsk: Алла Євгенівна Павлова tr. Alla Jevhenivna Pavlova ; russisk: Алла Евгеньевна Павлова tr. Alla Jevgenjevna Pavlova ; født 13. juli 1952 i Vinnitsja, Ukrainske SSR) er en russisk komponist og musikolog af ukrainsk oprindelse.
Pavlova studerede komposition i Moskva på Gnesins Musikakademi og Ippolitov-Ivanov Musikinstituttet.
Hun har skrevet 8 symfonier, som er af yderst lyrisk karakter, med det melodiske aspekt som centrum, og hører til hendes hovedværker, orkesterværker, kammermusik, en ballet, instrumentalværker, sange etc.
Pavlova flyttede i 1990 til USA, nærmere New York, hvor hun er aktiv som komponist. Hun er inspireret af Sergej Prokofjev, Sergej Rachmaninov og Dmitrij Sjostakovitj.

## Udvalgte værker
- Symfoni nr. 1 "Farvel, Rusland" (1994) - for kammerorkester
- Symfoni nr. 2 "For det nye årtusinde" (1998) - for orkester
- Symfoni nr. 3 (2000) - for orkester
- Symfoni nr. 4 (2002) - for orkester
- Symfoni nr. 5 (2006) - for orkester
- Symfoni nr. 6 (2008) - for orkester
- Symfoni nr. 7 (2011) - for orkester
- Symfoni nr. 8 (2011) - for orkester
- Sulamith - suite (2003-2004) - for orkester
- Elegi (1998) - for klaver og strygeorkester
- Natmusik (20014) - for violin og strygeorkester
- Sommerbilleder (1994) - for klaver